# Operación Aníbal
La Operación Aníbal fue un operativo militar alemán que se desarrolló aproximadamente durante la primera mitad de 1945 para evacuar a las tropas y los civiles de Prusia Oriental, la Bolsa de Curlandia y el Corredor polaco, y no dejarlos a merced del avance del Ejército Rojo. 
A principios de enero de 1945, Karl Dönitz se había dado cuenta de que Alemania pronto sería derrotada, y deseando salvar sus submarinos y utilizar todas las embarcaciones disponibles para evacuar a la mayor cantidad de refugiados, el 23 de enero había enviado un mensaje codificado a Gothenhafen ordenando escapar hacia el oeste. Esta operación tuvo el nombre en código de Aníbal. Dönitz deseaba evacuar a tanta gente como se pudiera y llevarla hasta Alemania para ponerlos a salvo del avance soviético.
En un periodo de cuatro meses, unas 1100 naves alemanas de todo tipo transportaron a más de un millón de personas a través del Mar Báltico hacia el norte de Alemania y la Dinamarca ocupada, convirtiéndose así en una de las evacuaciones de refugiados más grandes de la historia. La evacuación fue también la mayor operación emprendida por la Marina alemana durante la guerra.

## Operación de evacuación

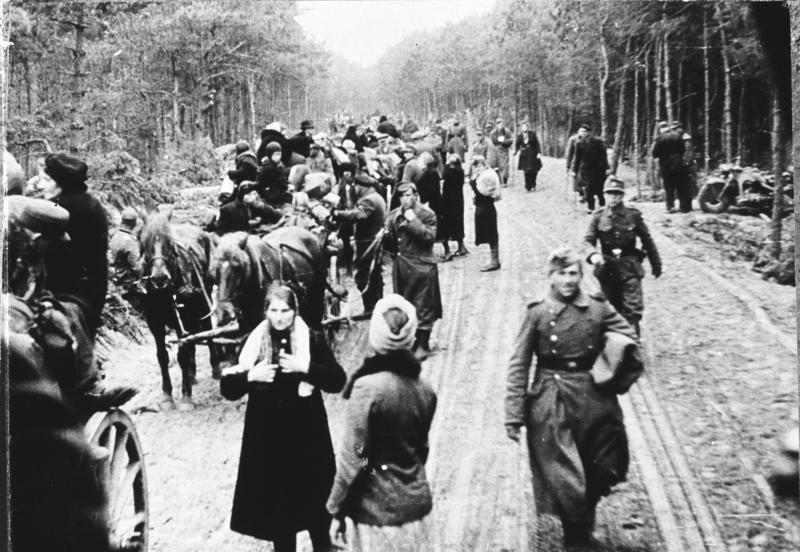
Refugiados y soldados alemanes huyendo a través del corredor polaco en Prusia oriental-enero 1945.

El 13 de enero de 1945 el III Frente Bielorruso del general Iván Cherniajovski inició la Ofensiva de Prusia oriental, con la colaboración del II Frente Bielorruso del mariscal Konstantin Rokossovsky. La entrada de los soviéticos en la región provocó el pánico y la consecuente huida de miles de civiles alemanes hacia el oeste, a pesar de que las autoridades nazis no habían preparado un plan de evacuación al considerarlo una medida "derrotista". Desde la capital, Königsberg, partían los trenes atestados de gente, y, debido a las bajas temperaturas, muchos de ellos a menudo se congelaban hasta morir durante el viaje. El último tren de refugiados salió de Königsberg el 22 de enero de 1945. Dos días después las fuerzas de Rokossovsky alcanzaron las orillas de la laguna del Vístula, aislando así a Prusia oriental del resto del territorio alemán.

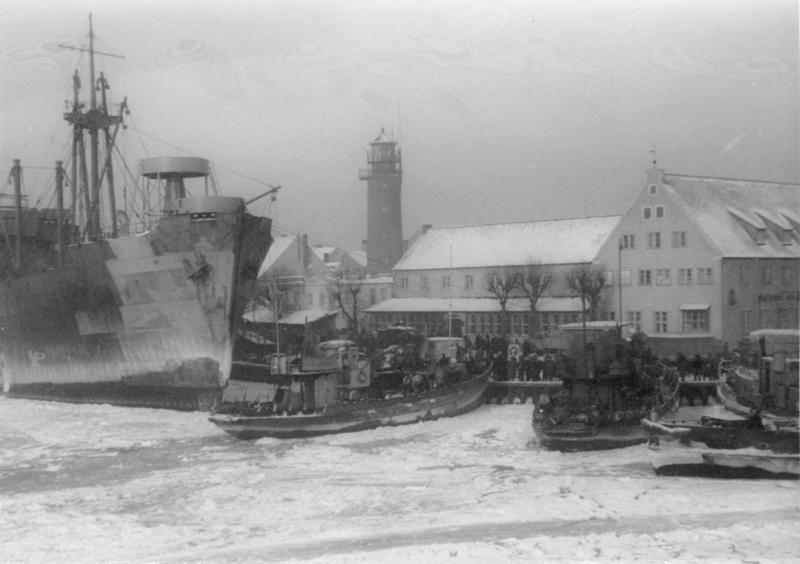
Refugiados de Prusia Oriental en el puerto de Pillau (26 de enero de 1945).

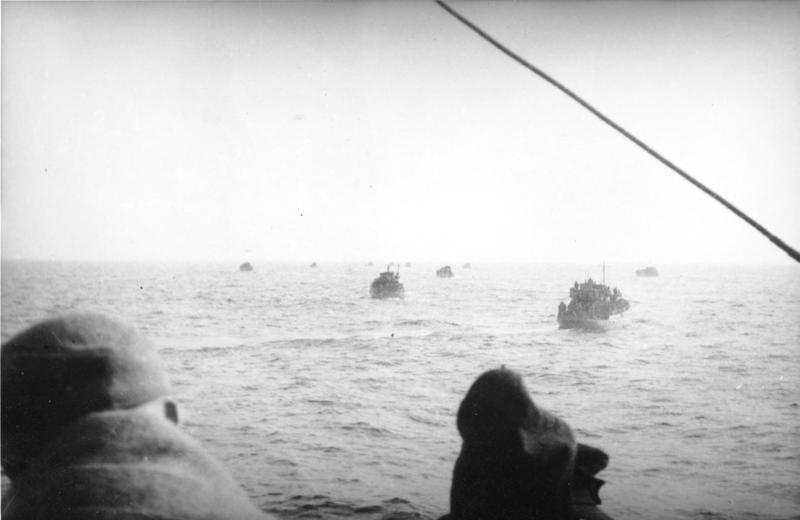
Navíos el Mar Báltico.

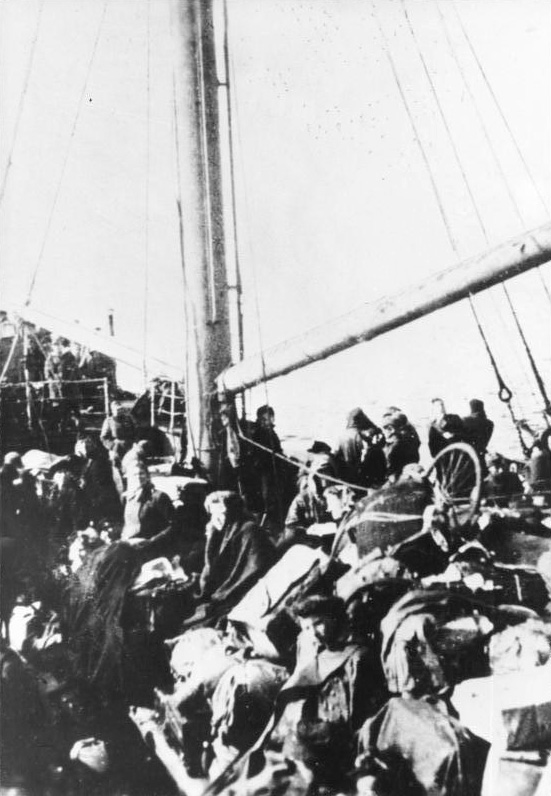
Refugiados atestados en una embarcación en elMar Báltico.

Fue entonces cuando el Gran Almirante Karl Dönitz ordenó al Almirante General Oskar Kummetz, alto comandante naval en el Báltico, y al contraalmirante Konrad Engelhardt, jefe del departamento de transportes de la Kriegsmarine, la planificación y ejecución de una rettungsaktion (operación de evacuación). Dönitz radió un mensaje a la comandancia de Gdynia en la Polonia ocupada el 23 de enero, con la orden de comenzar las evacuaciones desde los puertos fuera del área de operaciones de los soviéticos.
Las operaciones debieron desenvolverse bajo el acoso de las minas y aviones británicos, los ataques de los aviones soviéticos, así como de las unidades navales menores y los submarinos que operaban en el Báltico. Durante la evacuación, los buques de la Kriegsmarine bombardeaban las columnas de infantería del Ejército rojo, disparando salvas contra las posiciones soviéticas que amenazaban las escuálidas cabezas de playa alemanas desde donde se producían las evacuaciones y causando graves bajas entre sus tropas. Hasta su suicidio el 30 de abril de 1945, Adolf Hitler insistió en que la guerra debía continuar. Por ello, el flujo de personal militar y refugiados que se produjo acabó convirtiendo la operación en la mayor evacuación marítima de la historia.
Durante el periodo que siguió al comienzo del operativo, durante 15 semanas, una fuerza naval de entre 494 y 1.080 buques mercantes de todo tipo, incluyendo pesqueros y otras embarcaciones, y empleando las últimas grandes unidades navales de la Kriegsmarine, transportarían a un número entre 800.000 y 900.000 refugiados, y a unos 350.000 soldados a lo largo del mar Báltico hasta Alemania y la Dinamarca ocupada. 
Si bien, se permitía a los refugiados civiles que huían abordar un buque, los heridos, los soldados a pie y el personal de apoyo tenían la prioridad de embarque antes que los civiles. Durante esta operación los buques sobrepasaban con creces su capacidad de acomodación y muchos civiles tenían que permanecer en cubierta a temperaturas de -20 °C y expuestos a rachas de viento blanco.
A principios de marzo una pequeña fuerza que comprometía al crucero pesado Admiral Scheer, acompañado de tres destructores y una lancha torpedera, estaban apoyando una cabeza de puente alemana cerca de la isla de Wolin. Durante esta operación fueron evacuados unos 75.000 refugiados que habían quedado aislados en esa área. Se los trasladaba a buques grandes y otros transportes que esperaban fuera de la costa. Mientras algunos transportes eran hundidos, cruceros grandes como el Deustchland alcanzaron a abrirse paso y llevar a 11 000 hombres por buque. En la noche del 4 al 5 de abril una pequeña flotilla de embarcaciones evacuó a unos 30.000 refugiados desde el Oxhofter Kampe y los llevaron a Hel. Se estima que alrededor de 265.000 personas fueron evacuadas desde Danzig hacia Hel durante abril. El 15 de abril, otro convoy que constaba de cuatro cruceros y otros transportes dejaron Hel con alrededor de 20.000 refugiados. 
Entre el 1 y el 8 de mayo unos 150.000 supervivientes fueron evacuados de las playas de Hel, que se encuentra en una extensa península. A las 21:00 horas del último día de la guerra, un convoy de 92 veleros pequeños dejaron la ciudad letona de Liepāja (del alemán: Libau) con 18.000 civiles y soldados. 300 de ellos, que habían abordado el último de los veleros, fueron capturados por la marina soviética.

## Pérdidas
En el marco de la Operación Aníbal ocurrió el hundimiento del MV Wilhelm Gustloff, producto del ataque del submarino soviético S-13, y que causó la muerte de unas 9000 personas, la gran mayoría civiles, en lo que a día de hoy es la tragedia marítima con mayor número de víctimas mortales. En conjunto, los transatlánticos Wilhelm Gustloff, Goya y Steuben, junto con otros 158 buques mercantes, se perdieron durante las 15 semanas que duró la operación Aníbal (23 de enero-8 de mayo de 1945).